# Landkreis Schweidnitz

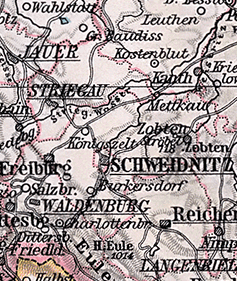
Der Kreis Schweidnitz in den Grenzen von 1818 bis 1932

Der Landkreis Schweidnitz war ein preußischer Landkreis in Schlesien, der von 1742 bis 1945 bestand. Seine Kreisstadt war die Stadt Schweidnitz, die seit 1899 einen eigenen Stadtkreis bildete. Das frühere Kreisgebiet liegt in der  Woiwodschaft Niederschlesien in Polen.

## Verwaltungsgeschichte

### Königreich Preußen
Nach der Eroberung des größten Teils von Schlesien durch Preußen im Jahre 1741 wurden durch die königliche Kabinettsorder vom 25. November 1741 in Niederschlesien die preußischen Verwaltungsstrukturen eingeführt. Dazu gehörte die Einrichtung zweier Kriegs- und Domänenkammern in Breslau und Glogau sowie deren Gliederung in Kreise und die Einsetzung von Landräten zum 1. Januar 1742.
Im Fürstentum Schweidnitz, einem der schlesischen Teilfürstentümer, wurden aus alten schlesischen Weichbildern die vier preußischen Kreise Bolkenhain-Landeshut, Reichenbach, Schweidnitz und Striegau gebildet. Als erster Landrat des Kreises Schweidnitz wurde Carl Siegmund von Zedlitz und Leipe eingesetzt. Der Kreis Schweidnitz unterstand der Kriegs- und Domänenkammer Breslau, bis er im Zuge der Stein-Hardenbergischen Reformen 1815 dem Regierungsbezirk Reichenbach der Provinz Schlesien zugeordnet wurde.
Zum 1. Januar 1818 wurde aus dem südwestlichen Teil des Kreises Schweidnitz der neue Kreis Waldenburg gebildet. Nach der Auflösung des Regierungsbezirks Reichenbach wurden die Kreise Schweidnitz und Waldenburg am 1. Mai 1820 dem Regierungsbezirk Breslau zugeteilt.

### Norddeutscher Bund / Deutsches Reich
Ab dem 1. Juli 1867 gehörte der Kreis zum Norddeutschen Bund und ab 1. dem Januar 1871 zum Deutschen Reich. Zum 1. April 1899 wurde die Stadt Schweidnitz zu einem eigenen Stadtkreis erhoben. Damit erhielt der Kreis Schweidnitz die Bezeichnung Landkreis.
Zum 8. November 1919 wurde die Provinz Schlesien aufgelöst. Aus den Regierungsbezirken Breslau und Liegnitz wurde die neue Provinz Niederschlesien gebildet. Zum 30. September 1928 wurden im Landkreis Schweidnitz entsprechend der Entwicklung im übrigen Freistaat Preußen nahezu alle Gutsbezirke aufgelöst und benachbarten Landgemeinden zugeteilt. Gleichzeitig wurde der Gutsbezirk Költschenbusch aus dem Landkreis Schweidnitz in den Kreis Reichenbach i. Schles. umgegliedert.
Am 1. Oktober 1932 wurden der größte Teil des aufgelösten Kreises Striegau sowie die Landgemeinde Borganie aus dem Kreis Neumarkt in den Landkreis Schweidnitz eingegliedert. Gleichzeitig gab der Landkreis die Stadt Zobten sowie die Landgemeinden Altenburg, Bankwitz, Floriansdorf, Groß Mohnau, Groß Silsterwitz, Kapsdorf, Klein Bielau, Klein Silsterwitz, Kristelwitz, Krotzel, Marxdorf, Michelsdorf, Mörschelwitz-Rosenthal, Protschkenhain, Qualkau, Queitsch, Rogau-Rosenau, Striegelmühle, Ströbel und Wernersdorf an den Landkreis Breslau ab.
Am 1. April 1938 wurden die preußischen Provinzen Niederschlesien und Oberschlesien zur neuen Provinz Schlesien zusammengeschlossen. Zum 1. Oktober 1938 wurde der Stadtkreis Schweidnitz durch Eingliederung von Teilen der Gemeinden Kroischwitz, Nieder Bögendorf und Schönbrunn aus dem Landkreis vergrößert. Zum 18. Januar 1941 wurde die Provinz Schlesien erneut aufgelöst und aus den Regierungsbezirken Breslau und Liegnitz die neue Provinz Niederschlesien gebildet.
Im Frühjahr 1945 wurde das Kreisgebiet von der Roten Armee besetzt. Im Sommer 1945 wurde das Kreisgebiet von der sowjetischen Besatzungsmacht gemäß dem Potsdamer Abkommen unter polnische Verwaltung gestellt. Im Kreisgebiet begann darauf der Zuzug polnischer Zivilisten, die zum Teil aus den an die Sowjetunion gefallenen Gebieten östlich der Curzon-Linie kamen. In der Folgezeit wurde die deutsche Bevölkerung größtenteils aus dem Kreisgebiet vertrieben.

## Einwohnerentwicklung
| Jahr | Einwohner | Quelle |
| ---- | --------- | ------ |
| 1795 | 82.059    | [ 10 ] |
| 1819 | 47.117    | [ 11 ] |
| 1846 | 68.182    | [ 12 ] |
| 1871 | 82.016    | [ 13 ] |
| 1885 | 95.011    | [ 14 ] |
|      |           |        |
| 1900 | 71.812    | [ 15 ] |
| 1910 | 71.866    | [ 15 ] |
| 1925 | 70.679    | [ 16 ] |
|      |           |        |
| 1939 | 93.860    | [ 16 ] |

## Landräte
1742–175600Carl Siegmund von Zedlitz und Leipe
1756–176600Heinrich Wilhelm von Zedlitz und Leipe
1766–178900von Dresky
1789–180400Wilhelm Hans Ernst von Czettritz
1812–000000Emanuel von Woikowsky
1833–184000Eduard Hufeland
1842–184600Eduard von Gellhorn
1846–000000Ubaldo von Gellhorn
1863–186900Karl von Pückler-Burghauß
1870–188900Hans von Zedlitz-Leipe
1890–191900Dietrich von Zedlitz-Leipe
19190000000von Hundt und Alt Grottkau (kommissarisch)
1919–193100Gotthilf von Salisch
1931–193200Wilhelm Brandes
1932–193500Otto Ehrensberger
19350000000Hans von Studnitz (vertretungsweise)
19350000000Helmut Grande (vertretungsweise)
1935–193800Karl Ferdinand Edler von der Planitz (1893–1945)
1935–194500Wilhelm Adam (1906–1989)

## Kommunalverfassung
Der Kreis Schweidnitz gliederte sich seit dem 19. Jahrhundert in Städte, Landgemeinden und Gutsbezirke. Mit Einführung des preußischen Gemeindeverfassungsgesetzes vom 15. Dezember 1933 gab es ab dem 1. Januar 1934 eine einheitliche Kommunalverfassung für alle preußischen Gemeinden. Mit Einführung der Deutschen Gemeindeordnung vom 30. Januar 1935 trat zum 1. April 1935 im Deutschen Reich eine einheitliche Kommunalverfassung in Kraft, wonach die bisherigen Landgemeinden nun als Gemeinden bezeichnet wurden. Eine neue Kreisverfassung wurde nicht mehr geschaffen; es galt weiterhin die Kreisordnung für die Provinzen Ost- und Westpreußen, Brandenburg, Pommern, Schlesien und Sachsen vom 19. März 1881.

## Gemeinden
Der Landkreis Schweidnitz umfasste zuletzt zwei Städte und 103 Landgemeinden:
| - Alt Jauernick - Arnsdorf - Barzdorf - Bergen (Kr. Schweidnitz) - Berghof-Mohnau - Birkholz - Breitenhain - Bunzelwitz - Burkersdorf - Cammerau - Domanze - Eckersdorf - Eisdorf - Esdorf - Fehebeutel - Floriansdorf - Frauenhain - Freiburg in Schlesien, Stadt - Friedrichsrode (Niederschles.) - Goglau - Gohlitsch - Gräben - Gräditz - Groß Merzdorf - Groß Rosen - Groß Wierau - Grunau b. Striegau | - Grunau-Jakobsdorf - Guhlau - Günthersdorf - Gutschdorf - Haidau - Halbendorf - Häslicht - Hohenposeritz - Hohgiersdorf - Hoymsberg - Ingramsdorf - Järischau - Kallendorf - Kaltenbrunn - Käntchen - Klein Bielau - Klein Merzdorf - Klein Wierau - Klettendorf - Kohlhöhe - Königszelt - Konradswaldau - Kratzkau - Kreisau - Kroischwitz - Krotzel - Kunzendorf | - Laasan - Leutmannsdorf - Ludwigsdorf - Muhrau - Neu Jauernick - Neudorf - Nieder Bögendorf - Nieder Giersdorf - Nieder Weistritz - Niklasdorf - Nitschendorf - Ober Bögendorf - Ober Weistritz - Ölse - Penkendorf - Peterwitz - Pilgramshain - Pilzen - Preilsdorf - Puschkau - Qualkau - Raaben - Rauske - Saarau - Säbischdorf - Schmellwitz - Schönbrunn | - Schönfeld - Seiferdau - Seifersdorf - Standorf - Stephanshain - Strehlitz - Streit - Striegau, Stadt - Tampadel - Tarnau - Teichau - Teichenau - Thomaswaldau - Tunkendorf - Ullersdorf - Weiß Kirschdorf - Weizenrodau - Wickendorf - Wierischau - Wilkau - Würben - Zedlitz - Zirlau - Zülzendorf |

Bis 1937 fanden im Kreis die folgenden Eingemeindungen statt:
| - Bögendorf Pfarrwiedemuth, am 30. September 1928 zu Nieder Bögendorf - Groß Friedrichsfelde, am 1. April 1937 zu Leutmannsdorf - Grunau, am 5. Januar 1927 zu Grunau-Jacobsdorf - Jakobsdorf, am 5. Januar 1927 zu Grunau-Jacobsdorf - Kiefendorf, am 30. September 1928 zu Floriansdorf - Klein Leutmannsdorf, am 1. April 1937 zu Leutmannsdorf - Leutmannsdorf, Bergseite, am 1. April 1937 zu Leutmannsdorf - Leutmannsdorf, Grundseite, am 1. April 1937 zu Leutmannsdorf - Mittel Arnsdorf, am 30. September 1928 zu Arnsdorf - Mörschelwitz, vor 1908 zu Mörchelwitz-Rosenthal - Nieder Arnsdorf, am 30. September 1928 zu Arnsdorf - Nieder Gräditz, am 30. September 1928 zu Kreisau | - Nieder Kunzendorf, am 30. September 1928 zu Kunzendorf - Nieder Streit, am 1. April 1937 zu Streit - Ober Arnsdorf, am 30. September 1928 zu Arnsdorf - Ober Kunzendorf, am 30. September 1928 zu Kunzendorf - Ober Leutmannsdorf, am 1. April 1937 zu Leutmannsdorf - Ober Streit, am 1. April 1937 zu Streit - Ohmsdorf, am 30. September 1928 zu Burkersdorf - Rosenthal, vor 1908 zu Mörchelwitz-Rosenthal - Roth Kirschdorf, am 30. September 1928 zu Zülzendorf - Schlesierthal, vor 1908 zu Breitenhain - Schwengfeld, am 30. September 1928 zu Esdorf - Stäubchen, am 30. September 1928 zu Groß Merzdorf |

## Ortsnamen
Berghof-Mohnau hieß bis 1928 Wenig Mohnau und Gräditz hieß bis 1930 Königlich Gräditz.
Die Namen der folgenden Gemeinden wurde 1937 geändert:
- Borganie → Bergen (Kr. Schweidnitz)
- Stanowitz → Standorf
- Tschechen → Friedrichsrode (Niederschles.)

## Persönlichkeiten
- Manfred Kanther, Politiker
- Helmuth James Graf von Moltke, Widerstandskämpfer gegen den Nationalsozialismus
- Manfred von Richthofen, Jagdflieger im Ersten Weltkrieg
- Emil Krebs, Polyglott, Sinologe, Diplomat
- Kurt Ziesché, 1911 Pfarrer in Strehlitz am Zobten, Mitbegründer der DNVP